# Notarius bonillai
Espèce
Statut de conservation UICN

 EN B1+2cd : En danger
Synonymes
- Hexanematichthys bonillai
- Arius bonillai
- Galeichthys bonillai
- Ariopsis bonillai

Le Mâchoiron requin (Notarius bonillai) est un poisson-chat marin.

## Description
Il mesure 80 cm et possède une nageoire rayonnée ainsi que 6 barbillons.

## Habitat
Le mâchoiron requin vit dans les eaux tropicales d'Amérique du Sud et des Caraïbes. Il affectionne particulièrement les eaux troubles et saumâtres (estuaires, lagunes, mangroves). On le retrouve plus rarement en eaux douces et en pleine mer.